# Station Jankowo Dolne
Station Jankowo Dolne is een spoorwegstation in de Poolse plaats Jankowo Dolne.